# Mickey Avalon
Mickey Avalon, né Yesh Perl le 3 décembre 1975 à Hollywood en Californie, est un rappeur américain. Son premier album éponyme est publié le 7 novembre 2006 chez Interscope et Shoot to Kill Records en association avec Myspace Records. Les principaux sujets des chansons d'Avalon sont ses expériences avec l'abus de drogues et la prostitution.

## Biographie

### Jeunesse et débuts
L'éducation d'Avalon au sein de sa famille fut tumultueuse. Sa mère vendait de la marijuana pour vivre (ce qu'Avalon a lui aussi commencé à faire) et son père était dépendant à l'héroïne. Il est élevé en juif orthodoxe. Arrivé à l'âge adulte, il se prostitue pour obtenir de l'argent pour la drogue. À cette période, il est dépendant à l'héroïne. Il reste un temps prostitué et dealer de drogues avant d'obtenir une notoriété musicale. Aux alentours de ses 20 ans, Avalon est marié, est père d'une petite fille, et déménage à Portland dans l'Oregon.
Au moment de déménager à Los Angeles, il se lie d'amitié avec l'ancien VJ de MTV, Simon Rex, qui encourage Avalon à rapper et avec qui il a collaboré. Les deux hommes commencent à faire passer des démos dans les clubs d'Hollywood et attirent ensuite un groupe de fans fidèles dans la scène des boîtes de nuit de Santa Cruz. Avalon est membre du crew de graffiti basé à Los Angeles CBS (Can't Be Stopped/City Bomb Squad).

### Dyslexic Speedreaders
Mickey Avalon, Dirt Nasty, Andre Legacy et Beardo sont les quatre membres du groupe de rap Dyslexic Speedreaders. Andre est un ami d'enfance d'Avalon depuis l'école élémentaire, et Beardo est dans le business de modélisation avec Avalon avant qu'ils n'acquièrent une certaine célébrité. La dernière chanson dans laquelle apparaissaient Dirt Nasty et Andre Legacy s'intitule What Do You Say?. Avalon annonce sur son profil Myspace qu'il s'agissait la dernière chanson des Dyslexic Speedreaders. Le 7 novembre 2010, Avalon annonce, lors d'un entretien à la radio theFIVE10, quitter le label et que ses relations avec Dirt Nasty et Andre Legacy se sont envenimées à cause de problèmes d'argent. Il déclare à JC de theFIVE10 que Dirt Nasty et Andre Legacy ne l'ont jamais payé en retour de tout l'argent qu'il avait mis dans leur développement et que c'était la raison pour laquelle ils ne s'exprimaient pas sur le sujet. Il affirme quand même que la réconciliation n'était pas à exclure en déclarant « aucun d'entre nous ne couche avec la meuf d'un autre[réf. nécessaire]. »

## Style musical
Avalon rappe en grande partie sur ses expériences passées dans la rue concernant la drogue et la prostitution. Il était membre des Dyslexic Speedreaders, un groupe de rap duquel faisaient aussi partie les rappeurs Dirt Nasty, Andre Legacy et Beardo. Dirt Nasty, Beardo et Andre Legacy apparaissent dans un clip d'Avalon de 2009 : Fuckin' 'em All.

## Controverses
En mars 2007, Avalon est hué pendant sa première partie des Red Hot Chili Peppers à Oklahoma City. Pendant son set, Avalon a jeté son micro dans le public, par frustration, et est sorti de la scène énervé. Le jour suivant, l'ancien guitariste solo des Red Hot Chili Peppers, John Frusciante, a écrit une lettre pour les fans du groupe à Oklahoma City dans laquelle il les accuse d'avoir hué Avalon pour des raisons personnelles, et d'avoir un manque de « respect pour l'humanité ». Un événement similaire se déroule lorsqu'Avalon fait la première partie du groupe à un concert aux Pays-Bas, il quitte la scène après 25 minutes.

## Tournées
- 2009 : Stroke Me Tour (avec Beardo & Ke$ha)
- 2009 : Blazed and Confused Tour

## Discographie
- 2006 : Mickey Avalon
- 2011 : On the Ave
- 2012 : Loaded